# Гантінгтон (Нью-Йорк)
Гантінгтон (англ. Huntington) — місто (англ. town) в США, в окрузі Саффолк штату Нью-Йорк. Населення — 204 127 осіб (2020).

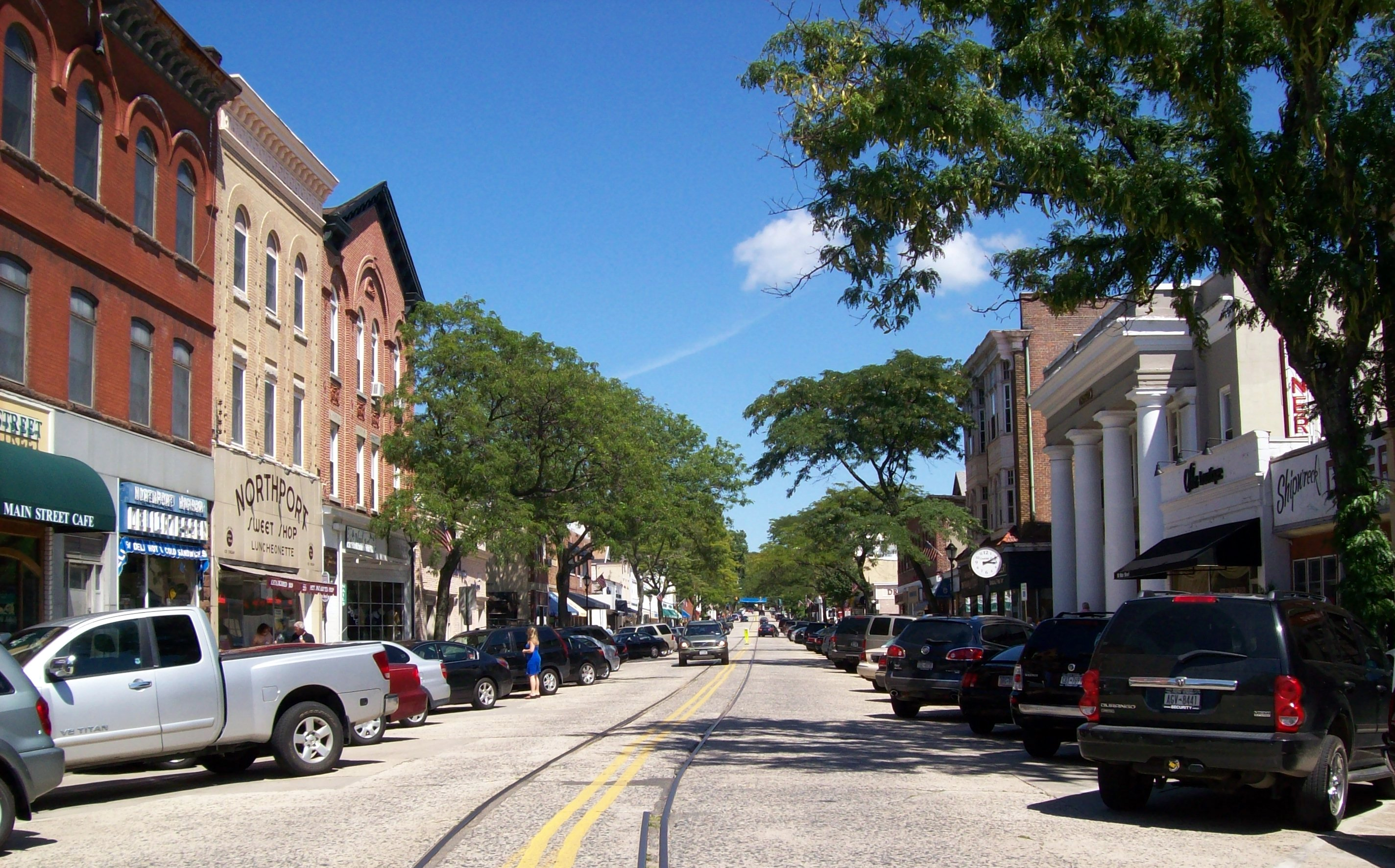
Вулиця Нортпорт

## Географія
Площа міста Гантінгтон — 355,1 км², це одне з найбільших за площею міст штату Нью-Йорк. Місто поділяється на 4 райони (incorporated villages).
Гантінгтон розташоване в окрузі Саффолк штату Нью-Йорк, у північно-західній частині острова Лонг-Айленд. Своєю північною стороною Гантінгтон виходить на протоку Лонг-Айленд.

## Демографія
Згідно з переписом 2010 року, у місті мешкала 117 801 особа в 40 055 домогосподарствах у складі 31 533 родин. Було 41381 помешкання
Расовий склад населення:
| - 93,2 % — білих - 3,6 % — азіатів - 1,1 % — чорних або афроамериканців - 0,1 % — корінних американців |

До двох чи більше рас належало 1,2 %. Частка іспаномовних становила 5,3 % від усіх жителів.
За віковим діапазоном населення розподілялося таким чином: 25,5 % — особи молодші 18 років, 58,4 % — особи у віці 18—64 років, 16,1 % — особи у віці 65 років та старші. Медіана віку мешканця становила 42,7 року. На 100 осіб жіночої статі у місті припадало 94,8 чоловіків; на 100 жінок у віці від 18 років та старших — 91,9 чоловіків також старших 18 років.
Середній дохід на одне домашнє господарство становив 142 682 долари США (медіана — 118 836), а середній дохід на одну сім'ю — 162 878 доларів (медіана — 138 365). Медіана доходів становила 96 062 долари для чоловіків та 65 563 долари для жінок. За межею бідності перебувало 3,2 % осіб, у тому числі 3,2 % дітей у віці до 18 років та 3,5 % осіб у віці 65 років та старших.
Цивільне працевлаштоване населення становило 58 607 осіб. Основні галузі зайнятості: освіта, охорона здоров'я та соціальна допомога — 29,8 %, науковці, спеціалісти, менеджери — 12,4 %, роздрібна торгівля — 10,1 %, фінанси, страхування та нерухомість — 8,7 %.